# Арјан Книпинг
Арјан Книпинг (хол. Arjan Knipping; Де Херне, 1. август 1994) холандски је пливач чија специјалност су трке мешовитим стилом на 200 и 400 метара, те слободним стилом на 200 метара.

## Биографија
Книпинг је озбиљније почео да тренира пливање релативно касно, тек као осамнаестогодишњак, након што се из родног села Де Хернеа преселио у Ајндховен због школовања. У Ајндховену је радио са чувеним Маркелом Ваудом и за кратко време је оставрио велики напредак, те је већ у новембру 2015. освојио титулу националног првака испливавши трку на 400 мешовито у времену новог националног рекорда 4:16,40 минута.
На међународној сцени је дебитовао током 2017. учествујући на митинзима светског купа у малим базенима. Први наступ на међународним такмичењима у великим базенима имао је на Европском првенству у Глазгову 2018. где се такмичио у тркама на 200 и 400 мешовито. Годину дана касније успео је да се квалификује и на светско првенство, а у корејском Квангџуу 2019. такмичио се у две дисциплине. У трци на 200 мешовито заузео је 20. место у квалификацијама, док се на дупло дужој деоници пласирао у финале у ком је заузео осмо место. У трци на 400 мешовито Книпинг је испливао нови национални рекорд, а уједно се квалификовао и за наступ на ЛОИ 2020. у Токију. Занимљиво је да је Книпинг био једини холандски мушки пливач који је на том светском првенству успео да се пласира у финале.